# ストロメリシン2
ストロメリシン2（ストロメライシン2、英: stromelysin 2、EC 3.4.24.22）もしくはマトリックスメタロプロテイナーゼ-10（英: matrix metalloproteinase 10、MMP-10）、酵素である。この酵素は、ストロメリシン1と同様の基質特異性を持つが、III型、IV型、V型のコラーゲンに対する活性は弱い。
この酵素は、ペプチダーゼファミリーM10に属する。